# Faith Hill
Audrey Faith Perry McGraw (Jackson, 21 de septiembre de 1967), más conocida con su nombre artístico Faith Hill, es una cantante de música country, compositora, productora y actriz estadounidense. Su estilo es una mezcla de pop, góspel, rock y country clásico.

## Biografía

### Primeros años
Aunque nació en Jackson, pasa sus años de juventud en los alrededores del pueblo de Star, en Mississipi en el seno de una familia adoptiva. Desde pequeña comenzó a cantar, primero en su entorno y luego en una banda de música local a los 17 años.[cita requerida]
A los 19 años, se muda a Nashville para desarrollar su carrera de cantante. Recién llegada a la ciudad, se instala en un pequeño apartamento y empieza a buscar trabajo puerta a puerta sin mucha fortuna. Encuentra trabajo como vendedora de productos de publicidad para estrellas de música country y como secretaria. En estos tiempos compagina su trabajo con su faceta artística cantando con un grupo de góspel llamado The Steeles. Tras un tiempo en la ciudad mientras trabajaba como secretaria en una compañía musical, es descubierta cantando por un directivo de la compañía, Gary Morris, quien le ayuda a editar una maqueta para la empresa musical. Gracias a la maqueta, conoce a Gary Burr, compositor que le ayuda en su carrera con la grabación y producción de una maqueta completa.
Finalmente consigue trabajo para cantar en diferentes espectáculos publicitarios. Gracias a este trabajo, empieza a mejorar sus actuaciones y su faceta como cantante, perfeccionando su voz. En una de estas representaciones mientras cantaba en un club, un representante y cazatalentos de Warner la escucha y no duda en ofrecerle un contrato con la discográfica.
Dos años después de estar en Nashville se casa con un ejecutivo y productor de la industria musical, Dan Hill, el 23 de julio de 1988 (se divorciará seis años más tarde de él, en 1994). Su descubrimiento como cantante sucede por casualidad y es llamada para hacer unas pruebas. Así, en 1993, lanza su primer álbum, Take Me as I Am, con Scott Hendricks como productor.

## Carrera musical

### 1992–1997: éxito en la música country
Su álbum debut fue Take Me as I Am, en 1993; el disco funciona bien en su salida y empieza a escalar puestos dentro de las listas de ventas de música country, gracias en gran medida al éxito del sencillo "Wild One", versión de una canción de Erma Franklin. Una versión de la canción Piece of my heart confirma el éxito del disco y consigue llegar hasta los primeros puestos de las listas de música country en Estados Unidos en 1994. 
La grabación del segundo álbum tuvo que retrasarse debido a un problema en sus cuerdas vocales. It Matters to Me, su segundo álbum de estudio, sale finalmente en 1995 a la venta y se convierte en otro éxito. La canción que lleva el mismo título que el álbum se coloca de nuevo en el número uno de la lista de música country, y consigue de esta forma su cuarto número uno.
En este momento de su carrera, Hill inicia la gira denominada Spontaneous Combustion Tour en compañía del cantante de country Tim McGraw. La relación con Tim provoca que rompa el contrato con el que había sido su productor y novio hasta ese momento, Scott Hendricks. Una vez terminada la gira conjunta con McGraw, Hill se casa con él (23 de julio de 1996). De este matrimonio nacen tres hijas: Gracie Katherine (n. 1997), Maggie Elizabeth (n. 1998) y Audrey Caroline (n. 6 de diciembre de 2001), quienes cantan al final del vídeo musical de McGraw "Fly Away (Last Dollar)".

### 1998–2004: del country a la música pop y avance en la carrera
En 1998, Hill lanza al mercado un nuevo álbum, Faith, que tiene la particularidad de tener un estilo más orientado hacia la música pop, abandonando de esta forma el estilo country que había marcado toda su carrera hasta ese momento. El sencillo perteneciente a este álbum, "This Kiss", llega a ser el número #1 en la lista de éxitos de música country, y también llega al número #7 en las listas de música pop.
Este giro hacia la música pop hace que la popularidad de Hill crezca dentro del gran público, convirtiéndose en una imagen conocida fuera del mundo de la música country. Este crecimiento de popularidad hace que empiece a firmar contratos de publicidad, entre los que cabe destacar la firma de un contrato como modelo de cosméticos CoverGirl que quería explotar además de su faceta musical su faceta como mujer de gran atractivo físico.
En pleno momento de éxito, lanza su siguiente álbum de estudio, llamado Breathe. Este álbum, lanzado en 1999, sigue manteniendo un estilo pop, lo que le convierte en uno de los álbumes más vendidos del año 2000. La canción "Breathe" escala hasta llegar al número #1 de las listas de música pop. "The way you love me", otro sencillo del disco, alcanza el top ten de la lista, llegando hasta el sexto puesto de la misma, convirtiéndose además en uno de los sencillos con más permanencia en las listas de Billboard Hot 100 con cincuenta y siete semanas. Este álbum fue premiado con varios premios, de los que destacan tres premios Grammy, incluyendo el premio al mejor álbum de country.
En el 2000, la gira de este disco se convierte en un gran acontecimiento. La gira Soul2Soul, en compañía de su marido, Tim McGraw, se convierte en una de las giras de con mayor éxito y ganancia del año.
En Navidad de este mismo año lanza al mercado la canción "Where Are You Christmas?", incluida dentro de la película El Grinch. Faith Hill interpretó la canción después de que su autora, Mariah Carey, no pudiera registrarla. Llegó a ser muy popular y las estaciones de radio estadounidenses la adoptaron en el 2000.
En el verano del 2001 graba "There You'll Be" para la banda sonora de la película Pearl Harbor. En septiembre canta "There Will Come a Day" en el concierto benéfico America: A Tribute to Heroes organizado por George Clooney en favor de las víctimas de los atentados del 11 de septiembre de 2001. Tras este concierto, a finales de año edita su primer álbum recopilatorio denominado There You'll Be, que llega a vender más de un millón de copias en todo el mundo llegando al top 30 en Italia y al puesto sexto en la lista de éxitos del Reino Unido.
En 2002, Hill lanza un nuevo álbum denominado Cry, llegando directamente al número uno de la lista Billboard y de la lista country. Hace su primera aparición como artista musical invitada en el programa Saturday Night Live. Este álbum vendió tres millones de copias en todo el mundo y consiguió un premio Grammy.
Hill, llegado este momento de su carrera, se empezó a interesar por otras facetas artísticas, de las que destaca la de actriz, consiguiendo el papel de mujer de Mel Gibson en la película Cuando éramos soldados, del 2002, pero finalmente el papel se le da a Madeleine Stowe, quien la reemplaza. En el 2004, actúa en la película Las mujeres perfectas, con Nicole Kidman, Matthew Broderick y Glenn Close.

### 2005-2006: retorno a la música country
En el 2005, tras los malos resultados, tanto de ventas como de crítica de su anterior álbum Cry, decide retornar a sus raíces musicales, y edita un álbum de música country al que llama "Fireflies". La primera canción extraída del álbum es Fireflies. Este trabajo, que retorna musicalmente hablando a sus orígenes, la catapulta de nuevo hacia lo más alto de las listas otra vez, llegando hasta el número uno en las listas de ventas. El siguiente sencillo sacado del álbum, "Like We Never Loved At All", cantado en dueto con su marido McGraw, llega también a lo más alto de la lista y gana el premio Grammy a la mejor colaboración country. El tercer sencillo del disco, "The Lucky One", de febrero de 2006, llega a su vez al puesto número cinco de la lista Billboard de música country.
En abril de 2006, Hill y Tim McGraw se embarcan de nuevo en otra gira conjunta, denominada Soul2Soul II Tour 2006. Esta gira se convierte en la mayor gira de música country, con un coste total de $89 millones de dólares. La banda de Faith en esta gira estaba compuesta por los siguientes músicos:
- Faith Hill - Voz y guitarra acústica
- Jerry McPherson - Guitarras
- Pat Buchanan - Guitarras
- Jimmy Nichols - Teclados
- Paul Bushnell - Bajo
- Paul Leim - Batería
- Crystal Taliefero, Perry Coleman y Wendy Moten - Coros
- Bob Minner y Denny Hemingson

El cuarto sencillo del disco iba a ser "Stealing Kisses", pero fue sustituido finalmente por "Sunshine & Summertime" que se convirtió en el cuarto sencillo del álbum Fireflies, el cual se empezó a escuchar en la radio a principios de junio de 2006. Este cuarto sencillo fue bien acogido por el público y llegó hasta el puesto número siete de la lista Billboard de sencillos de música country.

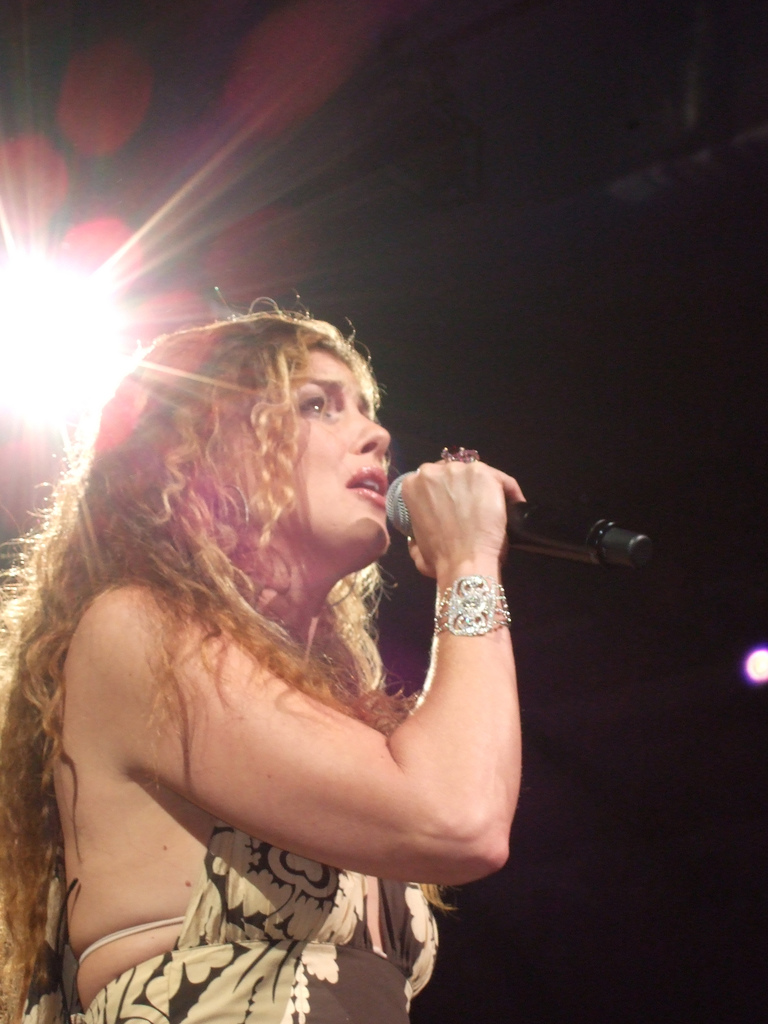
Faith Hill en concierto en Dallas en el Soul2Soul II Tour, 22 de julio de 2006.

Finalmente, "Stealing Kisses", que no había salido como cuarto sencillo del disco, se convierte en el quinto sencillo en salir del álbum. El vídeo, dirigido por Sophie Muller (quien había dirigido ya otro vídeo musical de la artista llamado "Like We Never Loved At All"), se rodó en Nueva Jersey en la primavera del 2006. Este sencillo no llega a funcionar tan bien como los anteriores y alcanzó, en su primera semana en la lista, el puesto 58 de la lista Billboard de sencillos de música country, y obtuvo su mejor posición al llegar al número 36.
El álbum Fireflies vendió, finalmente, dos millones de copias en los Estados Unidos y tres en todo el mundo, consiguiendo ser doble disco de platino en enero de 2006.
En junio de 2006, fue nombrada por la revista Country Weekly como "la cantante de country más atractiva"
En el 2005, fue seleccionada en el puesto número 29 de la lista de FHM de las Cien mujeres más guapas del mundo.
En el 2006, fue seleccionada en el puesto número 48 de la lista de FHM de las Cien mujeres más guapas del mundo.

### 2007-2010: NBC Sunday Night Football & Álbumes: “The Hit”, “Joy to the World”
En 2007, Faith Hill, empezó a trabajar en su álbum de éxitos nacionales titulado “The Hits”, lanzado el 2 de octubre, contando con dos sencillos: “Lost” y “Red Umbrella”, así como trece pistas adicionales. El álbum también recopila éxitos que cubren su carrera desde 1993 hasta 2005. El trabajo incluye un disco de edición especial adicional, el cual presenta 11 de los videos musicales de Hill; sin embargo, en vez de publicarse la canción “Just to Hear you Say that you Love Me”, que se anunció con anterioridad, fue reemplazada por el dueto con Tim McGraw “I Need You”.
Faith también aparece en el álbum de su esposo publicado en el mismo año “Let It Go”, donde canta dos canciones con él, “I Need You” y “Shotgun Rider”. Ambos sencillos fueron interpretados durante la aclamada gira Soul2Soul.
Ese año, Faith Hill tiene varios proyectos, entre los que destaca la intención de editar dos álbumes durante el año. 
El primer álbum, cuya salida a la venta se previó para el verano del 2007, fue un recopilatorio que abarcó los grandes éxitos de su carrera. El otro proyecto previsto para ese año fue la edición de un nuevo álbum de estudio, para la temporada navideña.
Grabó un sencillo llamado "Sleeping with the Telephone", donde canta a dueto con Reba McEntire, en el álbum Duetos, que saldría a mediados de 2007.
Otro proyecto para ese año es una colaboración en el nuevo álbum de Tim McGraw, Let It Go. En este disco canta dos canciones a dueto con él, "I Need You" y "Shotgun Rider". Ambas canciones fueron interpretadas en la gira que compartieron en el 2006, denominada Soul2Soul II Tour 2006. Además, anunciaron que ambos comenzarían una nueva gira denominada Soul2Soul II Tour. Soul2Soul 2007 comenzaría en junio, duraría tres meses y acabaría en agosto de ese mismo año. Una de sus actuaciones sería dentro de los conciertos Live Earth, el 7 de julio del 2007.
Hasta el 2007, había vendido más de 11 millones de álbumes en todo el mundo durante toda su carrera y había ganado varias veces el premio Grammy.

### 2011-2015: Álbum de estudio inédito y residencia en Las Vegas
Brendan O'Brien, conocido por producir proyectos para Bruce Springsteen, Pearl Jam y Rage Against the Machine, comenzó a trabajar con Hill y a producir su siguiente álbum, cuyo lanzamiento estaba previsto inicialmente para 2011. Hill también trabajó con el productor pop Brian Kennedy en enero de 2011 para completar el álbum.
Faith volvió al estudio en marzo de 2011 para otra ronda de grabación. "Me gustaría sacar un disco", dijo Hill a Billboard.com, "pero todavía no ha sido lo correcto. No quiero que sea un disco más. Es mucho trabajo apoyar un disco, así que quiero que sea... realmente genial. Quiero que represente dónde estoy como mujer. No quiero que sea falso. Quiero que sea auténtico y real". A mediados de 2011, Hill grabó un dúo con George Strait en la canción "A Showman's Life" que se puede escuchar en el álbum de Strait Here for a Good Time.
Durante los premios CMA celebrados el 9 de noviembre de 2011, Hill interpretó el posible primer sencillo de su próximo álbum titulado "Come Home". Esta canción es una reelaboración de la canción de One Republic que se escucha en su álbum "Dreaming out Loud".
En junio de 2012, Hill estrenó las canciones "Illusion" y "Overrated" durante su set en el CMA Music Festival. Tras la actuación, Hill confirmó que el álbum estaba hecho, pero no hizo ningún comentario sobre cuándo se publicaría o si el rumoreado título de Illusion era oficial.
Mientras que un segundo sencillo, titulado "American Heart", junto con su vídeo musical de acompañamiento, fue lanzado el 1 de octubre de 2012, no se han lanzado más sencillos desde entonces mientras que un álbum también permanece sin publicar.
Tras una exitosa gira por Australia con su gira Soul2Soul a lo largo de marzo y abril de 2012, Hill y McGraw comenzaron una serie de veinte shows exclusivos del espectáculo Soul2Soul en el Hotel The Venetian en Las Vegas desde de diciembre de 2012. Una segunda etapa del espectáculo se desarrolló desde octubre de 2013 hasta abril de 2014. El espectáculo fue aclamado por la crítica.
Durante los Billboard Music Awards filmados el 17 de mayo de 2015, Hill se unió a Little Big Town en una interpretación de su sencillo "Girl Crush".

### 2016-presente: Nueva música y giras
Faith Hill fue uno de los 30 artistas seleccionados para actuar en "Forever Country", un tema mash-up de las canciones "Take Me Home, Country Roads", "On the Road Again" y "I Will Always Love You". El sencillo fue lanzado el 16 de septiembre y celebra los 50 años de los Premios CMA.
El 4 de octubre de 2016, durante un espectáculo sorpresa en el famoso Auditorio Ryman de Nashville, tanto Faith como su marido anunciaron que volverían a salir de gira juntos con el Soul2Soul The World Tour 2017. La gira comenzó el 7 de abril de 2017 en Nueva Orleans, y continuará en Europa a lo largo de 2018, incluso como parte del festival C2C: Country to Country.
Tras el anuncio de la nueva gira, Faith envió un tuit a través de su cuenta oficial de Twitter anunciando el lanzamiento de un nuevo álbum recopilatorio. El álbum, titulado Deep Tracks, es un montaje de las canciones favoritas de Hill que se incluyeron previamente en sus diversos álbumes pero que no se publicaron como sencillos. El álbum también incluye tres canciones inéditas tituladas, "Boy", "Why" y "Come to Jesus".  El álbum, que es el último disco de Hill publicado a través de Warner Bros. Records, se publicó el 18 de noviembre de 2016.
El 3 de febrero de 2017 se informó que Hill, junto a McGraw, había firmado un nuevo contrato con Sony Music Nashville, indicando además que se produciría un álbum de duetos entre la pareja, así como múltiples grabaciones en solitario. La nueva firma discográfica también precedió al lanzamiento de "Speak to a Girl", el sencillo principal del álbum conjunto de Hill y McGraw, The Rest of Our Life, que se publicó el 17 de noviembre de 2017. El lanzamiento del álbum coincidió con la inauguración de una exposición en el Salón de la Fama y Museo de la Música Country titulada Mujer de Mississippi, hombre de Luisiana, que celebra las carreras de Hill y McGraw.

## 2008
Desde 2008, canta la canción de introducción de las transmisiones del futbol americano el domingo por la noche de NBC.

## Discografía

### Álbumes de estudio
- 1993: Take Me as I Am
- 1995: It Matters to Me
- 1998: Faith
- 1999: Breathe
- 2002: Cry
- 2005: Fireflies
- 2008: Joy to the World
- 2017: The Rest of Our Life (con Tim McGraw)